# Museu da Imagem e do Som de Bauru
O Museu da Imagem e do Som de Bauru reúne fotos, discos, gravações, filmagens, aparelhos e equipamentos. O Museu tem por objetivo preservar, divulgar e promover o conhecimento midiático da história e da cultura de Bauru.

## História
O Museu da Imagem e do Som de Bauru foi criado pela Lei nº 3645, de 25 de novembro de 1993. O Museu ainda não foi regulamentado, mas possui acervo e desenvolve atividades culturais.

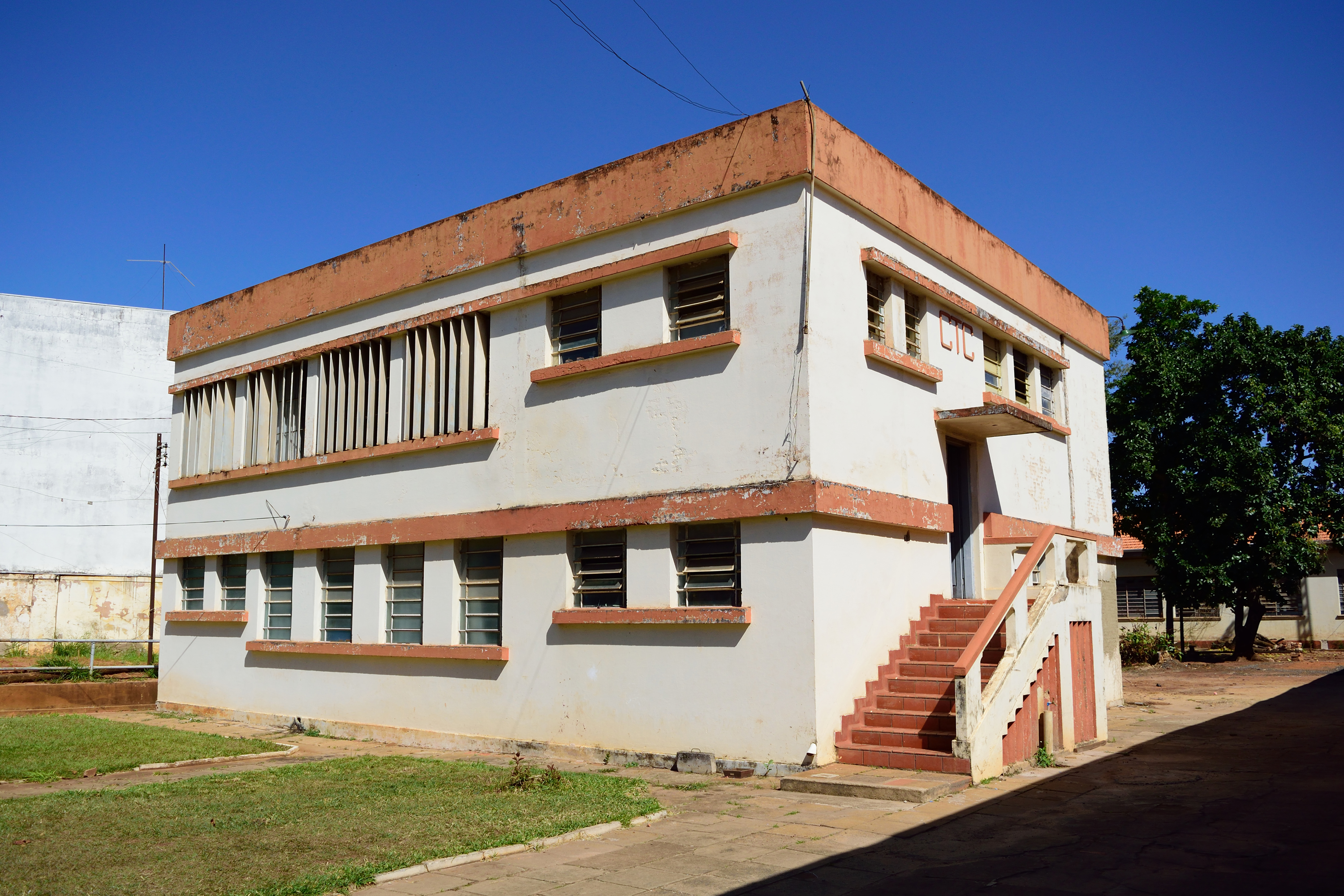
Prédio do MISB

O MISB está localizado na antiga Estação da Estrada de Ferro Paulista, que fica  na Rua Rio Branco, 3-16, no Centro de Bauru.

## Missão
O Museu da Imagem e do Som de Bauru tem como missão, salvaguardar, difundir e fomentar o conhecimento do acervo bi e tridimensional midiático da história da cultura material e imaterial de Bauru.

### Objetivos
O museu tem como objetivos:

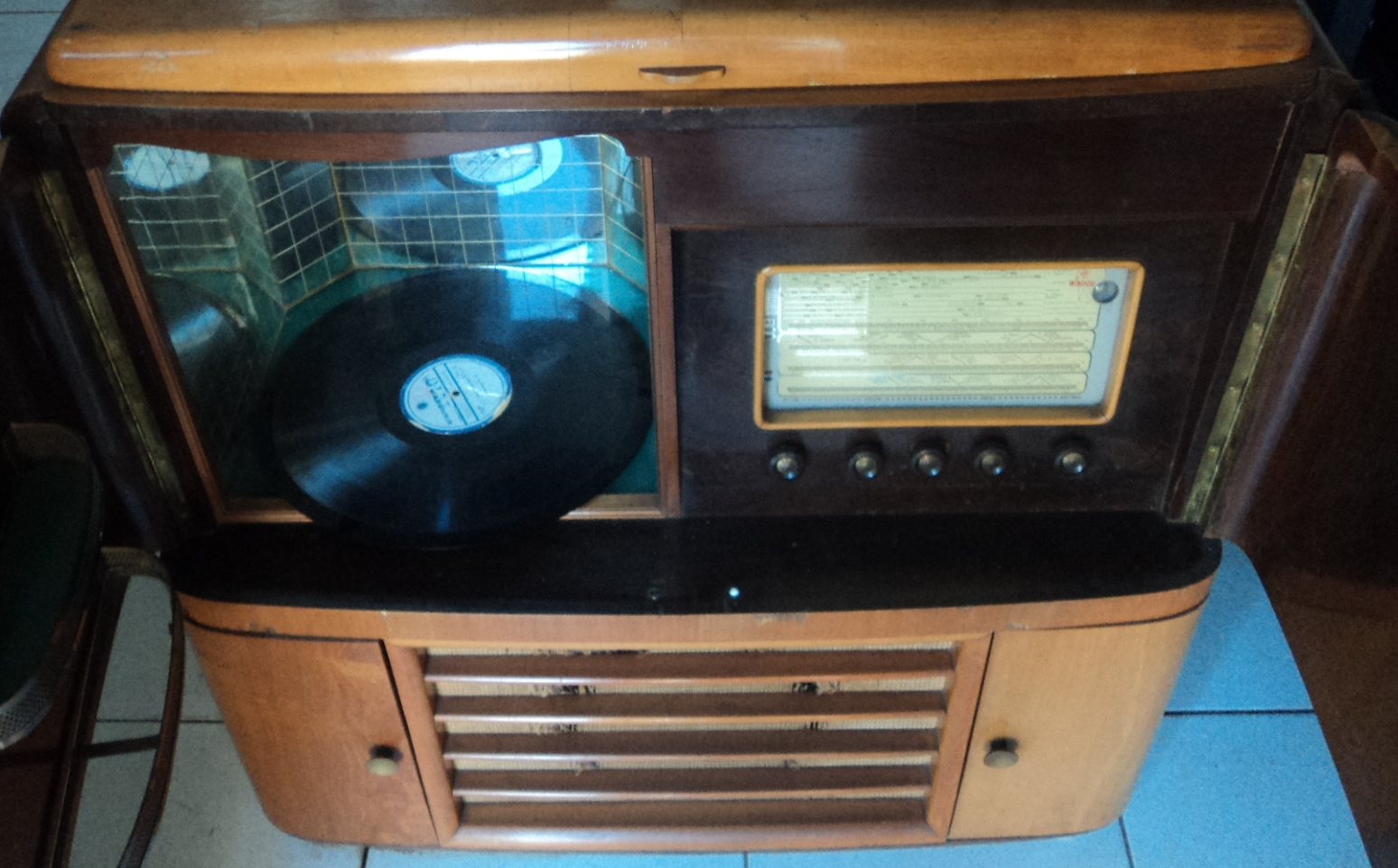
Rádio-vitrola do Acervo do MISB

- Permitir o pronto acesso de visitantes e pesquisadores
- Promover a exibição e reflexão sobre o seu acervo
- Desenvolver ações educativas para públicos diversos
- Oferecer diversas formas de acesso ao conteúdo do acervo do museu
- Valorizar e promover a produção midiática local[2] [3]

## Acervo
O acervo do Museu da Imagem e do Som de Bauru é composto de doações e possui coleções variadas de fotografias, discos, filmagens e documentários. O acervo revela aspectos da história de Bauru, mas também contempla objetos e mídias de caráter nacional e internacional.

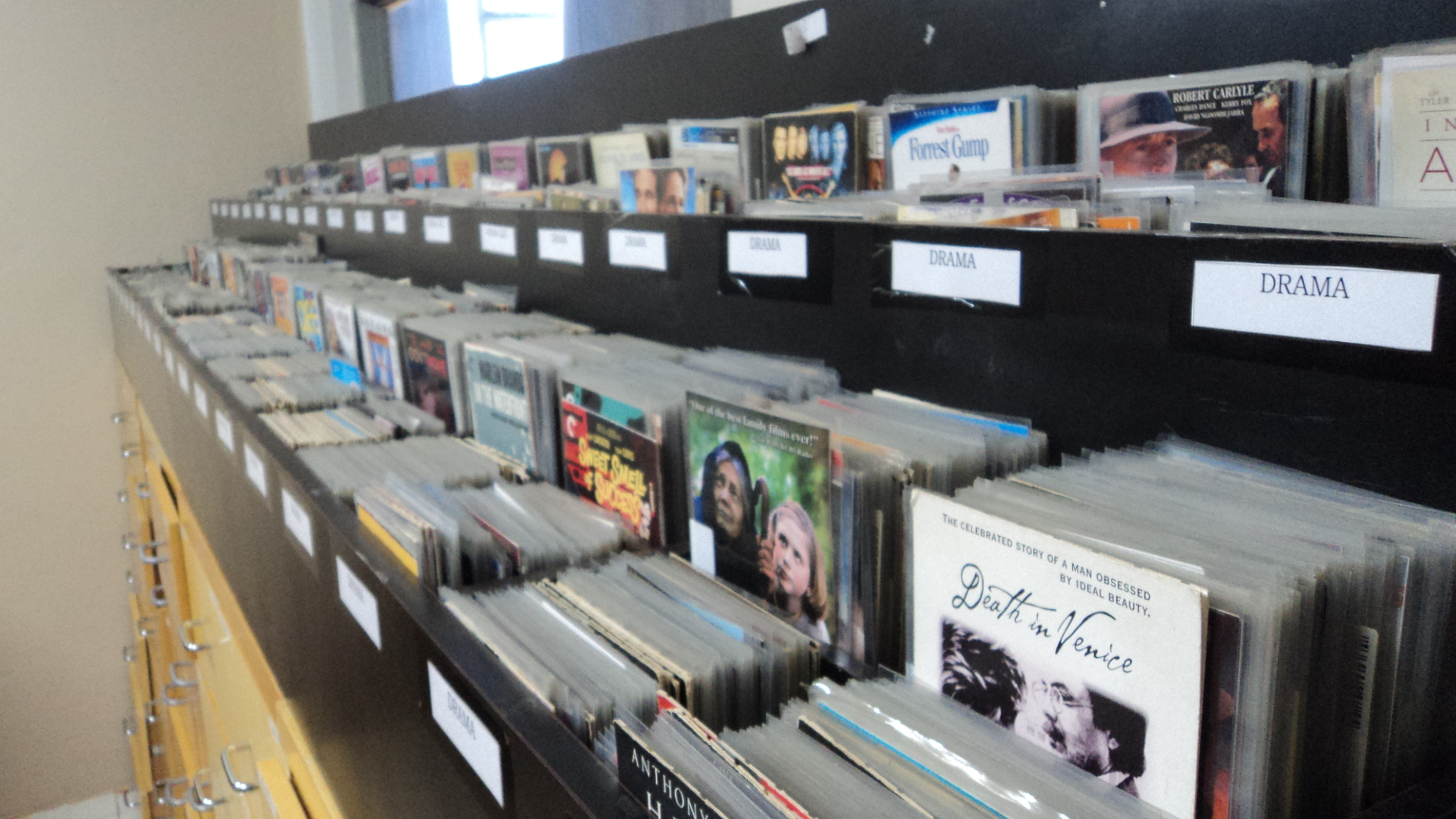
Acervo de DVD

O acervo bidimensional é composto de fotos, pôsteres e cartazes. O acervo tridimensional possui aparelhos utilizados para a reprodução e produção de mídias, como filmadoras, câmeras, projetores, aparelhos de vídeo cassete, toca-discos, discos e fitas.

## Atividades do MISB
O Museu da Imagem e do Som de Bauru desenvolve atividades externas e internas.  

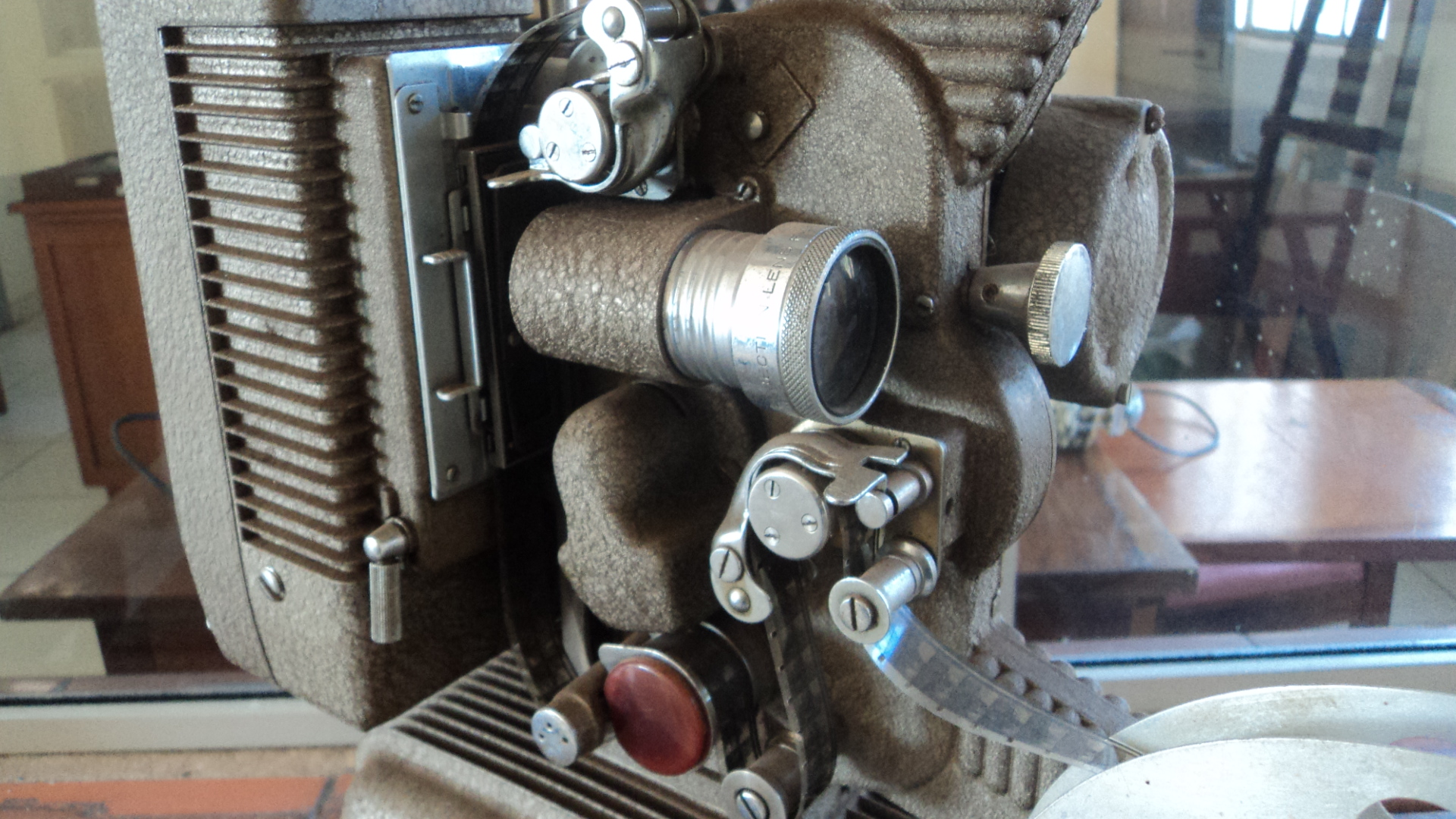
Projetor de 16mm

### Atividades externas
O MISB promove ações culturais, como a exibição de filmes e documentários em locais públicos, apoio ao Cine debate Coletivo Juntos, parceria no Sarau do viaduto, curso de Introdução à fotografia e mostra de curtas infantis como atividade da Semana Nacional de Museus.
O MISB já participou do Festival do Minuto, com uma programação variada.

### Atividades internas
Manutenção e higienização do acervo, recebimento de doações, apoio e assessoria na montagem de exposições, e treinamento dos funcionários.

## Museus em Bauru
O Departamento de Proteção ao Patrimônio Cultural comporta as instituições museológicas:
- Museu da Imagem e do Som de Bauru
- Museu Ferroviário Regional de Bauru
- Museu Histórico Municipal de Bauru
- Pinacoteca Municipal de Bauru